# Route nationale 1 (Martinique)
Pour les articles homonymes, voir Route nationale 1.

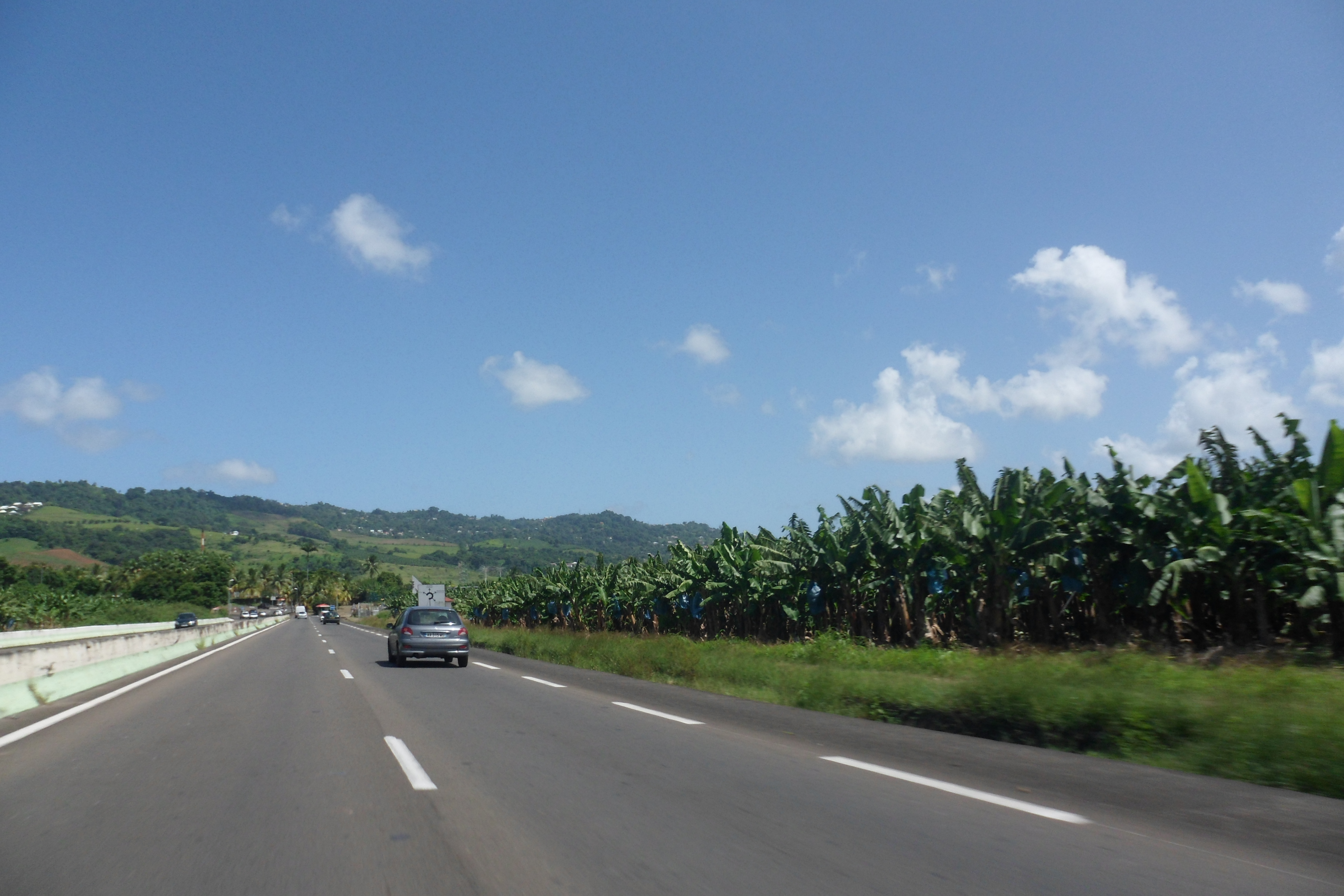
La RN1 sur la commune du Lamentin.

La Route nationale 1, ou RN 1, est une route nationale française en Martinique de 58 km, qui relie Fort-de-France (où elle est connectée à sa rocade) à Basse-Pointe par la côte Atlantique via Le Lamentin et Le Robert au nord de l'île.
Le tronçon entre la rocade de Fort-de-France et Le Lamentin n'existe plus et a été repris par l'autoroute A1.

## Tracé

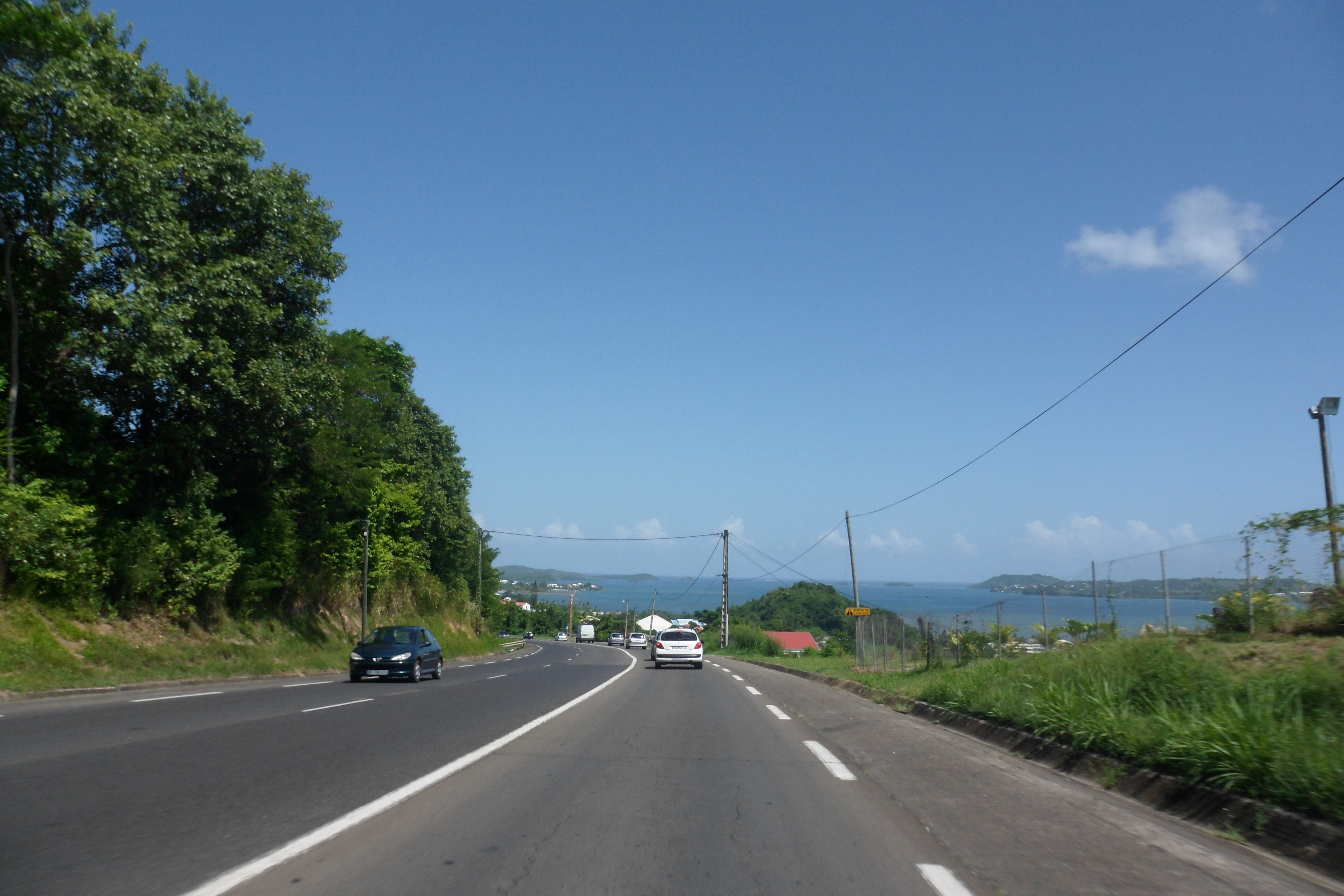
La RN1 au Robert

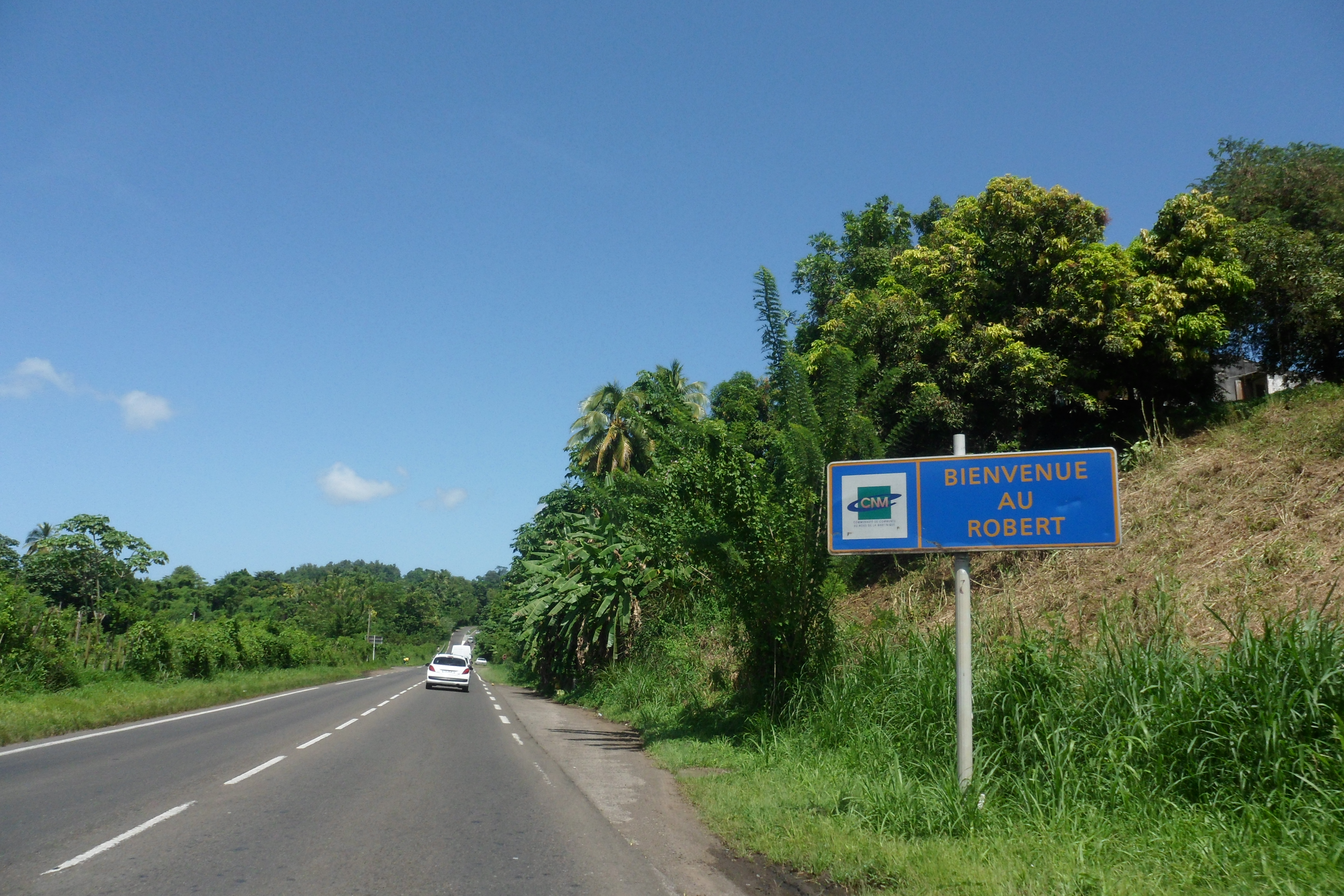
La RN1 au Robert.

- Fort-de-France, connectée à la rocade de Fort-de-France
- Le Lamentin, connectée à la RN 5
- Carrefour de l'Union (Le Lamentin)
- Le Robert
- La Trinité
- Petite-Rivière Salée (Sainte-Marie)
- Cité Etoile (Sainte-Marie)
- Sainte-Marie
- Union (Sainte-Marie)
- Le Marigot
- Le Vallon (Le Lorrain)
- Le Lorrain
- En Bas Bois (Le Lorrain)
- Vivé (Le Lorrain), connectée à la RN 3
- Chalvet (Basse-Pointe)
- Moulin l'Etang (Basse-Pointe)
- Basse-Pointe

## Sites desservis ou traversés
- Fort-de-France

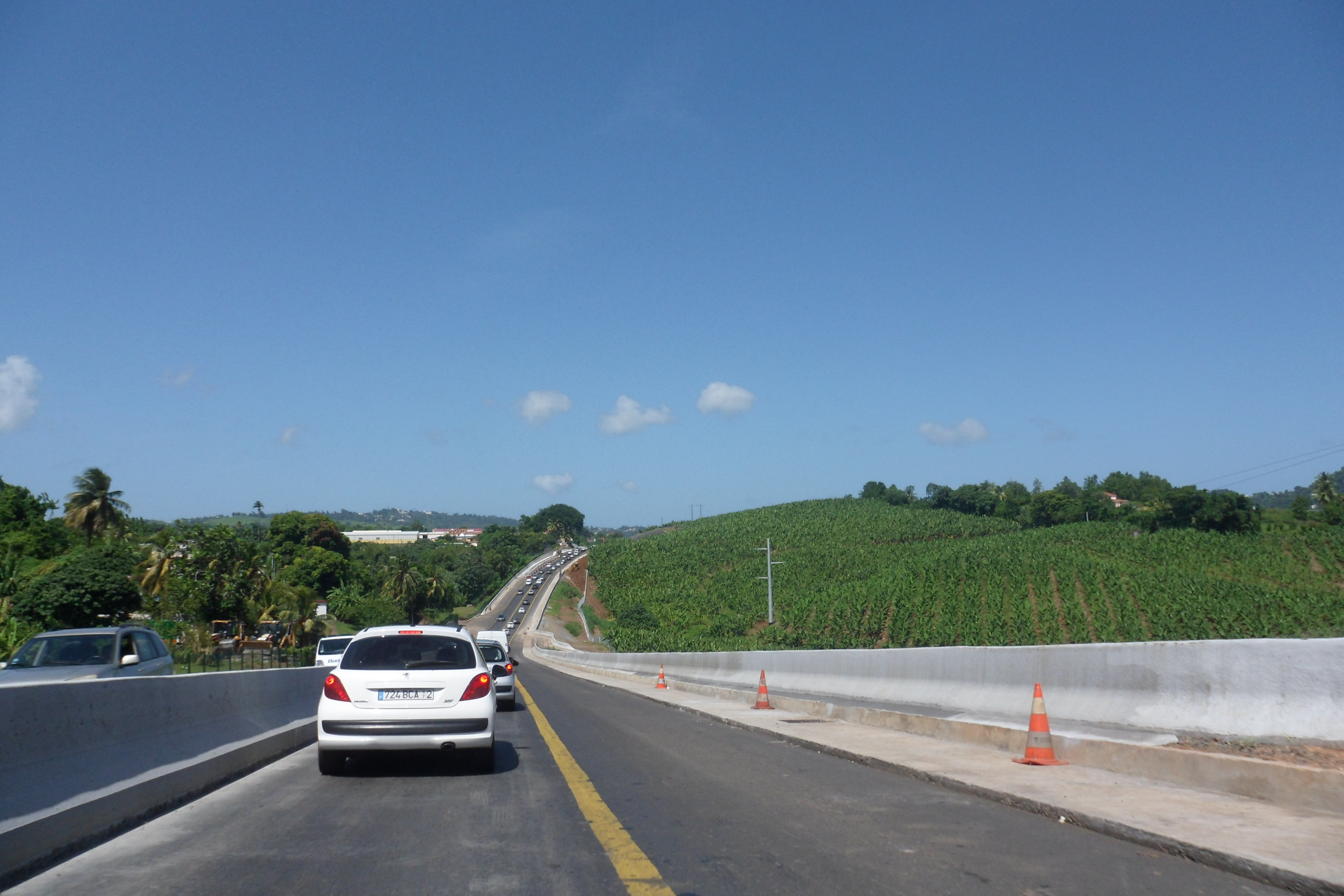
Des travaux ont parfois lieu sur la RN1, allongeant considérablement le temps de parcours.

- Le Robert : Ruines de l'habitation Bord-de-Mer, Habitation Gaschette, Habitation de l'îlet Chancel (XVIIIe siècle)
- La Trinité : Ruines du Fort Sainte-Catherine, ruines de l'habitation Spoutourne, Habitation Le Galion, Château Dubuc (XVIIe siècle), Tartane
- Sainte-Marie : Distillerie Saint-James, Musée de la Banane, Musée Fond Saint-Jacques (XVIIe siècle)
- Le Lorrain : Sites archéologiques précolombiens de Vivé et de Fond Brûlé
- Basse-Pointe : habitation Leyritz, Temple Hindou à Pécoul, Musée de Figurines, Habitation Pécoul (XVIIIe siècle)
- Presqu'île de la Caravelle
- Parc naturel régional de la Martinique